# 韋逢甲
韋逢甲（1796年—1842年），字毓春，山東齊河人。清朝官員。
道光十六年（1836年）進士。以知縣用，分發浙江，歷署宣平、餘杭、浦江等縣知縣。道光二十年（1840年）六月，英國侵犯浙江，據定海，騷擾沿海各州縣。道光二十一年（1841年）正月，調赴鎮海縣督鑄大砲。九月，赴乍浦團練鄉勇。十一月，署乍浦同知，辦理支應局務。道光二十二年（1842年）四月，英軍在東光山登陸，攻陷乍浦。韋逢甲率鄉勇於西行汛抵御時戰死。

## 延伸阅读
[在维基数据编辑]
 《清史稿/卷494》，出自趙爾巽《清史稿》